# Zakaria Paliasjvili
Zakaria Paliasjvili (georgiska: ზაქარია ფალიაშვილი; ryska: Захарий Петрович Палиашвили, Zacharij Petrovitj Paliasjvili), född 1871 i Kutaisi, död 1933 i Tbilisi, var en georgisk kompositör. Han skrev musiken till Georgiens nuvarande nationalsång, Tavisupleba, samt till operan Abesalom da Eteri.